# Séralini-Affäre
Als Séralini-Affäre wird die Kontroverse rund um die Veröffentlichung, den Rückzug und die erneute Veröffentlichung einer Studie des Molekularbiologen Gilles-Éric Séralini bezeichnet.
Die Séralini-Affäre begann im September 2012 mit der Veröffentlichung einer Studie, die von einer Gruppe unter der Leitung von Gilles-Éric Séralini durchgeführt worden war. Es handelte sich um eine Fütterungsstudie, bei der Ratten mit Roundup-resistentem Mais der Firma Monsanto sowie dem Herbizid Roundup selbst gefüttert wurden. Die Studie zeigte nach Séralini und Mitarbeitern, dass Roundup-resistenter Mais und Roundup selbst karzinogen seien. Die Studie wurde in der Wissenschaft weithin kritisiert. Die Kritik bezog sich sowohl auf das Forschungsdesign wie auch auf Séralinis Interpretationen der Ergebnisse. Die Studie wurde auch von vielen Zulassungsbehörden zurückgewiesen. Andere öffentlich finanzierte Langzeitstudien zeigten keine negativen gesundheitlichen Effekte von Roundup-resistentem Mais bzw. Roundup.
Die Fachzeitschrift Food and Chemical Toxicology, in welcher die Studie veröffentlicht wurde, zog diese etwa ein Jahr später, im November 2013, mit der Begründung schwerwiegender Mängel wieder zurück, nachdem sich der Autor geweigert hatte, sie selbst zurückzuziehen. Am 24. Juni 2014 wurde die Studie in der Fachzeitschrift Environmental Sciences Europe erneut veröffentlicht.
Kritisiert wurde in der wissenschaftlichen Gemeinschaft nicht nur Séralinis wissenschaftliche Arbeit, sondern auch sein Umgang mit der Öffentlichkeit.

## Hintergrund
Gilles-Eric Séralini ist Professor für Molekularbiologie an der Universität Caen. Er ist Präsident des Wissenschaftlichen Rates des von ihm mitbegründeten Comité de recherche et d’information indépendantes sur le génie génétique (CRII-GEN), das nach eigenen Angaben unabhängige Forschung zur Gentechnik und deren Auswirkungen betreibt. Séralini gründete CRII-GEN, weil die vorhandenen Studien zur Sicherheit von gentechnisch veränderten Organismen nach seiner Auffassung oftmals mit Mängeln behaftet seien.
Im Jahr 2004 beantragte Monsanto in der Europäischen Union die Zulassung der transgenen Maissorte MON863. In der Folge kam es zu erheblichen Kontroversen über die Qualität der Zulassungsstudien. Séralini, der dem Komitee angehörte, das MON863 im Auftrag der französischen Regierung prüfte, war einer der Protagonisten dieser Kontroversen.
Die Europäische Behörde für Lebensmittelsicherheit (EFSA) empfahl im Jahr 2004 die Zulassung von MON863. Aus dem Report der EFSA ging hervor, dass es in der Zulassungsstudie von Monsanto gewisse Veränderung im Blutbild und den Nieren der Versuchstiere gegeben hatte. Daraufhin klagte Greenpeace auf Herausgabe der Daten. Monsanto weigerte sich unter Berufung auf die Wahrung von Geschäftsgeheimnissen. 2005 entschied ein deutsches Gericht auf Herausgabe der Daten. Unter Verweis auf die nunmehr bekannten Daten stellten Séralini und andere Kritiker das Konzept der substanziellen Äquivalenz in Frage, auf das sich die Zulassungsbehörden bei der Risikoabschätzung gentechnisch veränderter Lebensmittel stützen. Eine Aufgabe dieses Konzepts würde die Zulassung gentechnisch veränderter Lebensmittel erheblich erschweren.

### Frühere Studien Séralinis
Im Jahr 2007 veröffentlichten Séralini und zwei weitere Autoren eine von Greenpeace finanzierte Studie, welche auf den Daten der Monsanto-Zulassungsstudie beruhte.
Die Autoren kamen zu dem Ergebnis, dass MON863 eine Reihe von gesundheitlichen Problemen bei Ratten verursachte. Es sei notwendig, experimentelle Studien über einen längeren Zeitraum als 90 Tage anzustellen, um die Sicherheit der Maissorte zu evaluieren, da Organschädigungen sich normalerweise erst nach einem längeren Zeitraum einstellen.
Greenpeace zitierte die Studie in einer Presseveröffentlichung und forderte, dass MON863 vollständig vom Weltmarkt zurückgezogen werden müsse. Überdies wurde eine grundlegende Überprüfung der Testmethoden gefordert.
Aufgrund dieser Studie unternahm die EFSA eine aufwendige Neuevaluierung von MON863. Die EFSA kam zu dem Schluss, dass die Änderungen im Blutbild und den Nieren der Versuchstiere nicht signifikant gewesen seien. und dass die Studie falsche statistische Methoden benutze. Auch die französische Commission du Génie Biomoléculaire (AFBV) äußerte sich kritisch über die Studie. Die gemeinsame Zulassungsbehörde von Australien und Neuseeland kam zu dem Schluss, dass alle statistischen Unterschiede in den Daten im Rahmen der normalen biologischen Varianz lagen.
2009 veröffentlichte die Séralini-Gruppe eine weitere Studie, in der die drei transgenen Maissorten NK603, MON810 und MON863 untersucht wurden. Die Autoren kamen zu dem Schluss, dass alle drei Maissorten Schädigungen an Leber, Nieren und Herzen der Versuchstiere (Ratten) verursachten. Der EFSA zufolge ließen die Daten der Studie allerdings keine derartigen Schlüsse zu. Die Behörde kritisierte, dass viele der statistischen Mängel der früheren Studie von 2007 auch auf diese neue Studie zuträfen. Der französische Haut Conseil des biotechnologies (HCB) wies die Schlussfolgerungen Séralinis ebenfalls vollständig zurück. Der HCB stellte außerdem die Unabhängigkeit Séralinis in Frage. Die gemeinsame australische und neuseeländische Zulassungsbehörde kam zu dem Schluss, dass die Ergebnisse der Studie zufällig seien.
Eine im Jahr 2011 unter der Leitung von Séralini durchgeführte Meta-Studie kam wiederum zu dem Schluss, dass gentechnisch veränderte Lebensmittel negative Auswirkungen auf Leber und Nieren von Versuchstieren hätten. Erneut wurde die Forderung nach Langzeit-Zulassungsstudien erhoben.

## Die Studie von 2012
Die im Jahr 2012 veröffentlichte Langzeitstudie von Séralini et alii trägt den Titel Long-term toxicity of a Roundup herbicide and a Roundup-tolerant genetically modified maize (Langzeit-Toxizität eines Round-up-Herbizids und einer Round-up-resistenten genetisch veränderten Maissorte). Die Studie wurde in der peer-reviewed Fachzeitschrift Food and Chemical Toxicology publiziert. Es handelt sich um eine auf zwei Jahre angelegte Fütterstudie zu den Effekten der von Monsanto hergestellten Roundup-resistenten Maissorte NK603, mit Ratten als Versuchstieren.
Der Abstract der Studie lautet:
„The health effects of a Roundup-tolerant genetically modified maize (from 11 % in the diet), cultivated with or without Roundup, and Roundup alone (from 0.1 ppb in water), were studied 2 years in rats. In females, all treated groups died 2–3 times more than controls, and more rapidly. This difference was visible in 3 male groups fed GMOs. All results were hormone and sex dependent, and the pathological profiles were comparable.“
(Die gesundheitlichen Auswirkungen von Roundup-resistentem genetisch verändertem Mais (11 % in der Nahrung), mit oder ohne Roundup angebaut, und Roundup allein (0,1 ppb im Wasser) wurden über einen Zeitraum von zwei Jahren an Ratten erforscht. Alle weiblichen Tiere der Experimentalgruppen starben schneller und zwei- bis dreimal häufiger als die weiblichen Tiere der Kontrollgruppen. Bei den männlichen Tieren trat dieser Unterschied in drei Experimentalgruppen auf. Alle Ergebnisse waren abhängig von Hormonen und dem Geschlecht, die pathologischen Befunde waren vergleichbar.)

## Wissenschaftliche Evaluierung
Die 2012 veröffentlichte Studie wurde weithin kritisiert. In der Kritik standen hierbei mehrere Aspekte. Der von Séralini verwendete Rattenstamm (Sprague-Dawley) hat eine Lebenserwartung von etwa drei Jahren, was deutlich über die Länge der Studie hinausgeht, und weist eine starke Krebsanfälligkeit auf. Die Wahrscheinlichkeit, dass die Tiere in Séralinis Studie irgendwann auf „natürliche“ Weise an Krebs erkranken würden, wäre also von vornherein hoch. Die Standardvorgehensweise gemäß dem wissenschaftlichen Konsens, der von OECD-Guidelines definiert wird, um dieses statistische Rauschen zu kontrollieren, hätte erfordert, jede Gruppe mit mindestens 20 Tieren zu bestücken. Séralini testete jeweils 10 Tiere aus diversen Gruppen.
Tom Sanders vom King’s College London bemängelte, dass die Studie keine Angaben über Fütterung und Wachstumsraten der Ratten machte. Die Ernährungswissenschaftlerin Marion Nestle zeigte sich kritisch hinsichtlich der Studie. Der Biologe Maurice Moloney warf den Autoren eine suggestive Bebilderung der Studie vor, welche viele Bilder von Tieren mit Tumoren, jedoch keine von Tieren ohne Tumoren zeigte.
Die Studie wurde von vielen Regulierungs- und Zulassungsbehörden untersucht und verworfen.
Reiner Wittkowski, der Vizepräsident des Bundesinstituts für Risikobewertung, urteilte:
„Die Studie hat sowohl Schwächen im Design als auch in der statistischen Auswertung, so dass die Schlussfolgerungen der Autoren nicht nachvollziehbar sind.“ In einem gemeinsamen Bericht der drei einschlägigen kanadischen Regulierungsbehörden werden signifikante Mängel im Design, der Durchführung und dem Reporting identifiziert.
Zu ähnlichen Schlüssen gelangte die französische Behörde für Lebensmittelsicherheit, das belgische Vlaams Instituut voor Biotechnologie, Dänemarks Technische Universität, die gemeinsame Zulassungsbehörde von Australien und Neuseeland, die Brasilianische Nationale Technische Kommission für Biosicherheit, und die EFSA. Die EFSA kommt zu dem Schluss, dass die mangelnde Qualität der Studie eine Verwendung für Sicherheits-Assessments nicht erlaube.
Sechs französische Akademien der Wissenschaften (Landwirtschaft, Medizin, Pharmazie, Wissenschaft, Technologie und Veterinärwesen) veröffentlichten eine gemeinsame Erklärung, in der die Studie und das Publikationsorgan scharf verurteilt wurden. Die Studie wurde als akademisches „Nicht-Ereignis“ bezeichnet.
Die European Federation of Biotechnology, eine Organisation, der auch Monsanto angehört, forderte, dass die Studie zurückgezogen werden müsse. Die Organisation sprach von einem gefährlichen Versagen des Peer-Review-Prozesses.

## Erwiderungen
Séralini hat das Design der Studie, die Interpretation der Ergebnisse sowie auch die Art und Weise der Veröffentlichung verteidigt.
Unterstützt wurde Séralini von der Organisation European Network of Scientists for Social and Environmental Responsibility (ENSSER), deren Mitglied CRII-GEN ist. ENSSER warf Séralinis Gegnern die Anwendung doppelter Standards vor und betonte, Séralini sei lediglich der Überbringer der schlechten Nachrichten. Eine vergleichende Untersuchung von Rattenfütterungsstudien mit gentechnisch verändertem Mais kam zum Ergebnis, dass weder die Herstellerstudien, auf denen die Unbedenklichkeitserklärung der EFSA für gentechnisch veränderte Maissorten beruhe, noch die Studie Séralinis die geforderten Kriterien der EFSA erfüllten.
Unterstützung erhielt Séralini weiterhin durch einen von 130 Wissenschaftlern, Gelehrten und Aktivisten unterzeichneten Offenen Brief, der von Independent Science News, einem Projekt des Bioscience Resource Project veröffentlicht wurde, einer Organisation, die sich gemäß eigener Angaben für unabhängige Erforschung der Gentechnik und ihrer Risiken einsetzt.
Ende 2012 wurde in der französischen Zeitung Le Monde ein von 140 Wissenschaftlern unterzeichneter Brief veröffentlicht, in dem die Wissenschaftler die Attacken auf Séralini scharf verurteilen und eine Ausweitung der Forschungsanstrengungen auf dem Gebiet der gentechnisch veränderten Lebensmittel fordern.

## Offizielle Reaktionen
Kurz nach der Veröffentlichung der Studie von 2012 erklärte der französische Premierminister Jean-Marc Ayrault, dass sich die französische Regierung für ein EU-weites Verbot der Maissorte aussprechen würde, wenn sich die Ergebnisse der Studie bestätigen sollten. Die Europäische Kommission beauftragte die EFSA, die Studie zu begutachten. Im September 2012 verhängte die russische Regierung ein vorübergehendes Einfuhrverbot für die Maissorte. Im November 2012 verhängte die Regierung von Kenia ein generelles Einfuhrverbot für gentechnisch veränderte Lebensmittel. Dies geschah ohne vorherige Konsultation der dafür eigentlich zuständigen kenianischen Biosafety-Behörde.

## Reaktionen in den Medien
Die Pressekonferenz führte zu umfangreicher Medienberichterstattung, welche eine Mobilisierung von GenTech-Kritikern insbesondere in Europa zur Folge hatte. Der Nouvel Observateur titelte in Folge der Veröffentlichung: „Oui, les OGM sont des poisons!“ (Ja, GV-Lebensmittel sind giftig!).
Forbes wies darauf hin, dass Séralinis Studie sich im Widerspruch zu früheren peer-reviewed Fütterungsstudien an Ratten mit denselben Monsanto-Produkten befinde, darunter auch Langzeitstudien. Henry I. Miller schrieb in einem Artikel, ebenfalls für Forbes, dass die Nichtveröffentlichung aller Daten der Studie durch die Autoren wissenschaftliches Fehlverhalten darstelle. Hierauf entgegnete Séralini, dass er den Behörden erst dann alle Daten zur Verfügung stellen würde, wenn diese ihrerseits alle Daten veröffentlichen würden, die der Empfehlung zur Zulassung von NK603 im Jahr 2003 zugrunde lagen. Mittlerweile wurde durch interne Mails bekannt, dass Miller offenbar auf Anfrage von Monsanto regelmäßig in der Zeitschrift Forbes bissige Kommentare veröffentlichte. Diese wurden in der Folge von Forbes gelöscht und die Zusammenarbeit aufgrund von Interessenskonflikten beendet.
Die New York Times sprach im Zusammenhang mit der Studie vom „single-study syndrome“ und erklärte, Séralini verfolge mit der Studie eine Agenda.
Der Guardian trat dafür ein, die Studie ernst zu nehmen und nicht unter den Teppich zu kehren, auch wenn diese vielfach missbraucht werde. Hervé Kempf von Le Monde warf die Frage auf, warum ein renommierter Universitätsprofessor wie Séralini zu einem Forschungsprojekt von öffentlichem Interesse Geld privater Stiftungen eruieren müsse, anstatt dass staatliche Stellen von sich aus staatlich verortete Forscher mit neutralen und vertiefenden Forschungen zum Thema beauftragt hätten. So hätten sich Institutionen wie das Centre national de la recherche scientifique oder das Institut national de la recherche agronomique wiederholt auf Studien – gesteuert durch Agrarkonzerne – gestützt, deren vollständiger Datensatz wegen des Geschäftsgeheimnisses oft nicht offengelegt worden sei. Séralini habe durch sein Agieren in den Medien dieses Problem öffentlich gemacht. Kempf sieht hinter dieser wissenschaftlichen Debatte auch eine Auseinandersetzung um Geld und Wahrheit.
Der Spiegel kam im Kontext der Monsanto-Papers 2017 zu der Einschätzung, dass Séralini Opfer einer Diskreditierungskampagne von Monsanto geworden sei. Obgleich seine Studie methodische Schwächen aufwies, habe er das getan, was im Grunde die Aufgabe von Monsanto gewesen wäre, nämlich eine Fütterungsstudie durchzuführen, die sowohl Roundup als auch glyphosatbelasteten Gentech-Mais beinhaltete.

## Kritik an der Öffentlichkeitsarbeit
Am selben Tag, an dem die Studie veröffentlicht wurde, veranstaltete Séralini eine Pressekonferenz, in der auch die Veröffentlichung eines Buches und eines Dokumentarfilms über die Studie angekündigt wurde. Vor der Pressekonferenz wurde die Studie ausgewählten Journalisten zugänglich gemacht. Von diesen verlangte Séralini eine schriftliche Zusicherung, vorab keine Stellungnahmen zu der Studie von anderen Wissenschaftlern einzuholen (wie es sonst gängige Praxis ist), verbunden mit sehr hohen Strafandrohungen bei Zuwiderhandlung. Diese Vorgehensweise wurde als sehr ungewöhnlich und unstatthaft kritisiert.
Die Agentur Agence France-Presse bemerkte, dass die Vorgehensweise Séralinis einen Bruch mit seit langem etablierten Traditionen des Wissenschaftsjournalismus darstelle. In einem Editorial der Wissenschaftszeitschrift Nature wurde betont, dass angesichts der starken Behauptungen, die Séralinis Gruppe in der Studie aufstellt, und angesichts des vorhersehbar starken Echos auf diese besondere Sorgfalt bei der Präsentation der Ergebnisse angezeigt gewesen wäre, welche die Gruppe jedoch habe vermissen lassen. In dem Editorial wurde Séralini eine „Public-Relations-Offensive“ vorgeworfen.
Der Publizist Carl Zimmer bezeichnete die Veröffentlichungspraxis Séralinis als widerlich (rancid) und korrupt. Die Biowissenschaftlerin und Publizistin Elizabeth Finkel bezeichnete den Vorgang als „außergewöhnlich“ (extraordinary) und kritisierte Séralinis Absicht, kritische Stimmen auszuschließen. Das Ethik-Komitee des französischen nationalen Forschungszentrums CNRS nannte Séralinis Veröffentlichungspraxis unangemessen und betonte die Notwendigkeit, gerade bei der Veröffentlichung kontroverser Forschungsergebnisse besonders sorgfältig vorzugehen.

## Rückzug und erneute Veröffentlichung der Studie
Im November 2013 kündigte der Verlag Elsevier, in dem die Zeitschrift Food and Chemical Toxicology erscheint, an, die Séralini-Studie zurückzuziehen, nachdem dieser sich geweigert hatte, die Studie von sich aus zurückzuziehen. Die Herausgeber erklärten aufgrund einer Durchsicht der Rohdaten der Studie, dass diese keine schlüssigen Hinweise auf den Einfluss von NK603 oder Glyphosat auf die Mortalität oder Karzinogenität bei den Versuchstieren gebe. Cesare Gessler, Gentechniker an der ETH Zürich, bezeichnete den Rückzug des Artikels als «ausserordentlich», da die Grundlage vieler anderer Studien nicht solider sei, eine Kritik dieses Ausmaßes jedoch unterbleibe. John Fagan, Direktor des Earth Open Source Institute, bezeichnete die Séralini-Affäre als beispielhaft für einen Trend, in welchem Dispute den normalen wissenschaftlichen Prozess überschatteten.
Die Süddeutsche Zeitung sieht Mängel bei Séralinis Studie, hält jedoch das Ausmaß der Empörung darüber für völlig überzogen. Sie beruft sich auf Dokumente aus dem Gerichtsprozess in Kalifornien 2017, die anlässlich mehrerer Sammelklagen gegen Monsanto und Glyphosat öffentlich wurden. Diese legen nahe, dass Monsanto eine konzertierte Leserbriefreaktion in Kooperation mit Wallace Hayes, dem damaligen Chefredakteur des Fachmagazins Food and Chemical Toxicology, initiiert hatte. In einer Mail des Monsanto-Mitarbeiters David Saltmiras vom 26. September 2012 heißt es, dass Hayes dringend konkretere Leserreaktionen brauche, um etwas unternehmen zu können. Ein halbes Jahr vor dem Rückzug der Veröffentlichung der Studie hatte Food and Chemical Toxicology den US-Ernährungswissenschaftler Richard E. Goodman in seinen redaktionellen Beirat berufen, einen ehemaligen Monsanto-Mitarbeiter. 2017 zeichnete sich eine Einflussnahme von Monsanto im Rahmen einer Sammelklage deutlicher ab, bei der die Anwälte die Offenlegung interner Akten des Konzerns erzwangen. Die veröffentlichten Unterlagen legen nahe, dass Monsanto dazu beitrug, dass die Fachzeitschrift Food and Chemical Toxicology die von Séralini veröffentlichte Studie mit Glyphosat-kritischem Ergebnis 2013 wieder zurückzog.
Séralini veröffentlichte die Studie im Juni 2014 erneut in der Open-Access-Fachzeitschrift Environmental Sciences Europe. Die Veröffentlichung beinhaltet eine geringfügig geänderte Analyse sowie Rohdaten der Untersuchung, kommt allerdings zum selben Ergebnis. Enrivonmental Sciences Europe unterzog die wissenschaftlichen Aussagen keinem zusätzlichen Peer-Review und veröffentlichte die Studie nach eigenem Bekunden, um die experimentellen Daten der Öffentlichkeit langfristig zur Verfügung zu stellen und so zur wissenschaftlichen Diskussion beizutragen.
Im Juli 2015 bewertete die IARC die Séralini-Arbeit in der Fassung vom Juni 2014. In der Schlussfolgerung zur Arbeit wurde festgestellt, dass die Studie aus verschiedenen Gründen unzureichend für eine Auswertung sei („inadequate for evaluation“).

## Pestizid-Studie von 2014
Im Jahr 2014 veröffentlichte die Séralini-Gruppe eine Studie mit dem Titel Major Pesticides Are More Toxic to Human Cells Than Their Declared Active Principles in der Fachzeitschrift BioMed Research International. Der Biowissenschaftler Ralf Reski, der bis 2014 einer der Editoren der Zeitschrift war, kritisierte, dass die Studie eher politisch als wissenschaftlich motiviert sei. Wie schon bei der Studie von 2012 wandte sich Séralini erneut an die Öffentlichkeit, bevor die Studie den Peer-Review-Prozess durchlaufen und in einer Fachzeitschrift veröffentlicht worden war. Auch dies wurde von Reski kritisiert. Reski trat aus Protest gegen die Veröffentlichung der Studie als Editor von BioMed Research International zurück.

## Whistleblowerpreis
Im Jahr 2015 wurde Séralini mit Bezug auf diese Studie von der Vereinigung Deutscher Wissenschaftler und der International Association of Lawyers against Nuclear Arms mit dem Whistleblowerpreis ausgezeichnet, da er als erster im Kontext eines zweijährigen Fütterungsversuchs mit Ratten die Giftigkeit und tumorauslösende Wirkung des Glyphosat-basierten Herbizids „Roundup“ im Tierversuch beschrieben habe.
In der Jury saßen der Rechtsanwalt Gerhard Baisch, der Bundesrichter Dieter Deiseroth, der Klimaforscher Hartmut Graßl, die Rechtsanwältin Christine Vollmer sowie die Agrarökologin Angelika Hilbeck. Sie ist Mitglied im Wissenschaftsrat von CRIIGEN und Vorsitzende des European Network of Scientists for Social and Environmental Responsibility (ENSSER).